# 文教施設協会
一般社団法人 文教施設協会（いっぱんしゃだんほうじん ぶんきょうしせつきょうかい、英文名称 : "Research Institute of Educational Facilities", 略称：RIEF）は、「文教施設に関する総合的な研究開発を行い、教育と文化の発展に寄与すること」 を目的として活動する一般社団法人。令和5年7月現在の会長は杉山武彦。

## 所在地
東京都港区芝公園2-6-8 日本女子会館4階

## 役員
- 会長 - 杉山武彦
- 副会長 - 不在
- 専務理事 - 柳澤昌俊
- 常務理事 - 内田和昌

## 会員
- 正会員
  - この法人の目的に賛同して入会した法人又は団体で文教施設に関する建築部材、機器、設備及び備品等の製造（加工、販売を含む。）及び建設を業とする者
- 特別会員
  - この法人の目的に賛同して入会した法人で文教施設の設置者及び文教施設の管理者
- 専門会員 
  - この法人の目的に賛同して入会した法人又は団体で、文教施設に関する設計を業とする者
- 名誉会員 
  - この法人に特に功労のあった者で総会の議決をもって推薦された者

## 会費
- 正会員 月4万円